# Staking van Nueva Rosita

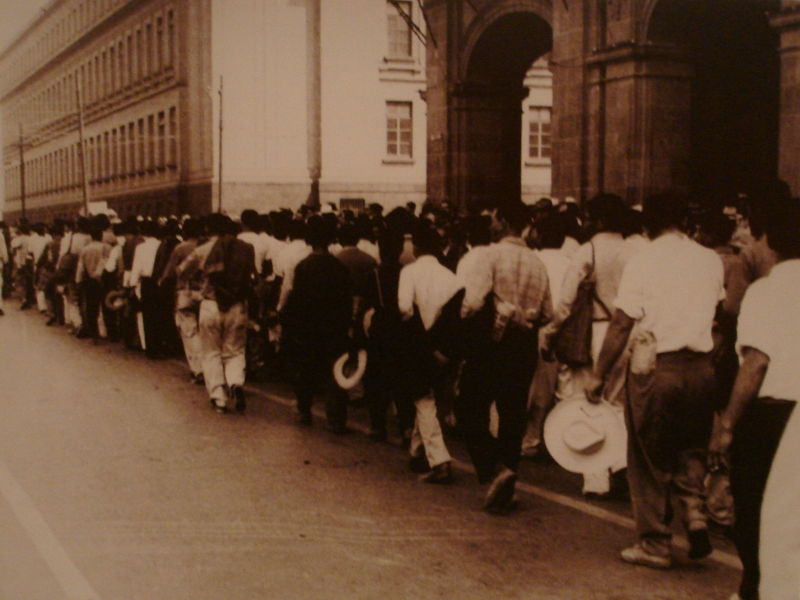
Hongerkaravaan op weg naar Mexico-Stad, 10 maart 1951

De staking van Nueva Rosita was een staking in Nueva Rosita in de Mexicaanse deelstaat Coahuila door mijnwerkers van Mexican Zinc Co. in 1950. De staking duurde zes maanden en eindigde nadelig voor de stakers.
De staking vond plaats onder het presidentschap van Miguel Alemán (1946-1952), die een economisch moderniseringsprogramma doorvoerde waarin hij onder andere poogde buitenlandse investeringen aan te trekken. Critici verweten Alemán de bescherming voor arbeiders zoals vastgelegd in de Mexicaanse grondwet van 1917 te schenden, waaronder het recht op staking, beperking van de werktijd, en eerlijke salarissen. Mijnbouw-, olie- en spoorwegvakbonden, traditioneel de sterksten, verenigden zichzelf in een "pact van solidariteit, vriendschap en wederkerige hulp" en verzetten zich tegen de regering. Onder Alemáns presidentschap vonden honderden stakingen plaats, terwijl het Ministerie van Arbeid poogde corruptie en verdeeldheid binnen de vakbonden aan te moedigen, onder andere door het aanwijzen van charros. Oncorrupeerbare vakbondsleiders werden dikwijls vermoord of gevangengezet.
De Mexican Zinc Co, een afdeling van de American Smelting and Refining Co. (ASARCO) had in 1950 een loonsverlaging voor haar mijnwerkers doorgevoerd, terwijl de arbeidsomstandigheden in de mijnen deplorabel waren. Op 17 september beklaagde de Industriële Vakbond van Mijnbouw-, Metaal- en Vergelijkbare Arbeiders van de Mexicaanse Republiek (SITMMSRM) zich over de schending van de collectieve contracten in Nueva Rosita, Palaú en Cloete en kondigde voor 16 oktober een staking aan bij het Ministerie van Arbeid. Het Ministerie besloot de ASARCO te steunen, verklaarde de klachten ongegrond en de staking onwettig. De ASARCO huurde 1500 stakingsbrekers in en verdreef de stakers. Nueva Rosita werd bezet door het leger, dat door de straten patrouilleerde en groepen van meer dan drie personen in elkaar sloeg. De officiële pers maakte de stakers uit voor luilakken, relschoppers en communisten.
De Mexican Zinc Co. had de controle over de levensmiddelenvoorziening en de medische zorg van het dorp, waarvan ze het gebruik aan de stakers en hun familie ontzegde. 27 kinderen kwamen hierdoor om het leven. De mijnwerkers besloten op 20 januari 1951 naar Mexico-Stad te trekken in de 'hongerkaravaan' in de hoop president Alemán op andere gedachten te brengen. De mijnwerkers legden 1400 kilometer af in 50 dagen door de staten Coahuila, Nuevo León, Tamaulipas, Hidalgo en Mexico, waarbij veel inwoners van plaatsen die zij passeerden zich spontaan bij hen aansloten en kwamen op 1 maart aan in Mexico-Stad, de vlag van Mexico met in het midden een afbeelding van de Maagd van Guadalupe bij zich dragend. De president weigerde hen te ontvangen. Op 10 april viel de politie het stadion Deportivo 18 de Marzo binnen, waar de stakers zich gehuisvest hadden, en vond de grootste massa-arrestatie uit de geschiedenis van Mexico plaats. De publieke opinie stond inmiddels positiever ten opzichte van de stakers en het stadion 18 de Marzo kreeg 'Miguel Alemán-gevangenis' als bijnaam, een spottende verwijzing naar het feit dat de president de gewoonte had gebouwen die hij liet openen naar zichzelf te noemen. Op 20 april verklaarde Alemán de staking illegaal en werden de mijnwerkers per trein teruggevoerd naar Coahuila. De ASARCO besloot 800 van de 3000 mijnwerkers weer aan te nemen.
Na afloop van het presidentschap van Alemán bleek dat de minister van arbeid Manuel Ramírez Vázquez door de ASARCO was omgekocht. Aangezien door de Koreaoorlog de prijs van mineralen met 60% was gestegen had de onderneming genoeg geld om politici om te kopen, en betaalde het Ramírez 38 miljoen peso in ruil voor het niet betalen van 380 miljoen peso aan belasting en het breken van de Mexicaanse vakbeweging.